# Pomarance
Pomarance is een gemeente in de Italiaanse provincie Pisa (regio Toscane) en telt 6129 inwoners (31-12-2004). De oppervlakte bedraagt 227,4 km², de bevolkingsdichtheid is 27 inwoners per km².
De volgende frazioni maken deel uit van de gemeente: Larderello, Libbiano, Lustignano, Micciano, Montecerboli, Montegemoli, San Dalmazio, Serrazzano.

## Demografie
Pomarance telt ongeveer 2698 huishoudens. Het aantal inwoners daalde in de periode 1991-2001 met 11,2% volgens cijfers uit de tienjaarlijkse volkstellingen van ISTAT.
| Jaar | Inwoneraantal |
| ---- | ------------- |
| 1991 | 7120          |
| 2001 | 6323          |

## Geografie
De gemeente ligt op ongeveer 370 m boven zeeniveau.
Pomarance grenst aan de volgende gemeenten: Casole d'Elsa (SI), Castelnuovo di Val di Cecina, Montecatini Val di Cecina, Monterotondo Marittimo (GR), Monteverdi Marittimo, Radicondoli (SI), Volterra.